# James Harris Simons
James Harris Simons (1938) fou un matemàtic, acadèmic, mercader financer, agent de fons, corredor de borsa, inversor, especulador i filantrop nord-americà. Va ser el fundador de Renaissance Technologies, un fons de cobertura quantitatiu amb seu a East Setauket, Nova York . Se sap que ell i el seu fons eren inversors quantitatius, que utilitzen models i algorismes matemàtics per obtenir guanys d'inversió a partir de les ineficiències del mercat . A causa de la rendibilitat agregada a llarg termini de la inversió de Renaissance i el seu fons Medallion, Simons es descrivia com el "més gran inversor de Wall Street i, més concretament, el gestor de fons de cobertura amb més èxit de tots els temps".
Després de la seva carrera acadèmica com a matemàtic, reconeguda internacionalment en particular pels seus treballs amb Shiing-Shen Chern (forma de Chern-Simons, teoria de Chern–Simons), Simons funda, el 1982, Renaissance Technologies Corporation, una companyia d'inversió privada amb seu a Nova York, amb més de 15.000 milions de dòlars en actius. Simons segueix al capdavant, com a president executiu, del que és un dels més reeixits fons d'alt risc (hedge funds o fons d'inversió lliure) del món.
Segons informa Bloomberg Billionaires Index, el patrimoni net de Simons s'estima en 25.200 milions de dòlars, cosa que el converteix en la 66a persona més rica del món.
Simons és conegut pels seus estudis sobre reconeixement de patrons. Va desenvolupar la Forma de Chern–Simons (amb Shiing-Shen Chern) i va contribuir al desenvolupament de la Teoria de cordes proporcionant un marc teòric per combinar geometria i topologia amb la teoria quàntica de camps. El 1994, Simons va fundar la Fundació Simons amb la seva dona per donar suport a la investigació en matemàtiques i ciències fonamentals. És un dels principals donants a la Universitat de Califòrnia, Berkeley, que va establir l' Institut Simons per a la Teoria de la Informàtica el 2012, i a l'Institut de Ciències Matemàtiques Simons Laufer de Berkeley, on ha servit com a síndic des de 1999.
El 2016, l'asteroide 6618 Jimsimons, descobert per Clyde Tombaugh el 1936, va rebre el nom de Simons per la Unió Astronòmica Internacional en honor a les seves contribucions a les matemàtiques i la filantropia.

## Primers anys i educació
James Harris Simons va néixer el 25 d'abril de 1938 en una família jueva nord-americana, fill únic de Marcia (de soltera Kantor) i Matthew Simons, i es va criar a Brookline, Massachusetts.
Va rebre una llicenciatura en matemàtiques per l'Institut Tecnològic de Massachusetts el 1958 i un doctorat en matemàtiques per la Universitat de Califòrnia, Berkeley sota la supervisió de Bertram Kostant el 1961 a l'edat de 23 anys. Després de graduar-se al MIT, Simons va viatjar des de Boston fins a Bogotà, Colòmbia, amb una moto.

## Carrera acadèmica i científica
El treball matemàtic de Simons s'ha centrat principalment en la geometria i la topologia de les varietats. La seva tesi doctoral de Berkeley de 1962, escrita sota la direcció de Bertram Kostant, va donar una nova prova de la classificació de Berger dels grups d'holonomia de varietats de Riemann. Posteriorment va començar a treballar amb Shing-Shen Chern en la teoria de les classes característiques, i finalment va descobrir les classes característiques secundàries Chern-Simons de 3 varietats. Més tard, el físic matemàtic Albert Schwarz va descobrir la teoria de camp quàntica topològica primerenca, que és una aplicació de la forma Chern-Simons. També està relacionat amb el funcional Yang-Mills en 4 varietats, i ha tingut un efecte en la física moderna. Aquestes i altres contribucions a la geometria i la topologia van fer que Simons es convertís el 1976 en el destinatari del Premi AMS Oswald Veblen de Geometria. El 2014, va ser elegit membre de l'Acadèmia Nacional de Ciències dels EUA.
El 1964, Simons va treballar amb l'Agència de Seguretat Nacional per trencar codis. Entre 1964 i 1968, va formar part del personal d'investigació de la Divisió d'Investigació de Comunicacions de l'Institut d'Anàlisi de Defensa (CRD of IDA) i va ensenyar matemàtiques a l'Institut Tecnològic de Massachusetts i a la Universitat Harvard. Després de ser obligat a abandonar l'IDA a causa de la seva oposició pública a la Guerra del Vietnam, es va incorporar a la facultat de la Universitat de Stony Brook. De 1968 a 1978, va ser nomenat president del departament de matemàtiques de la Universitat de Stony Brook. IBM va demanar a Simons l'any 1973 que ataqués el xifratge de blocs Lucifer, un precursor primerenc però directe de l'estàndard de xifratge de dades (DES). Simons va fundar Math for America, una organització sense ànim de lucre, el gener de 2004 amb la missió de millorar l'educació matemàtica a les escoles públiques dels Estats Units mitjançant la contractació de professors més altament qualificats.

## Carrera inversora
Durant més de dues dècades, els fons de cobertura de Simons Renaissance Technologies, que cotitzen en mercats d'arreu del món, han emprat models matemàtics per analitzar i executar transaccions, molts d'ells automatitzats. Renaissance utilitza models basats en ordinador per predir els canvis de preu dels instruments financers. Aquests models es basen a analitzar tantes dades com es puguin recollir i després buscar moviments no aleatoris per fer prediccions.
Medallion, el principal fons tancat a inversors externs, ha guanyat més de 100.000 milions de dòlars en beneficis comercials des de la seva creació el 1988. Això es tradueix en un rendiment brut anual mitjà del 66,1% o un rendiment net anual mitjà del 39,1% entre 1988 i 2018. Renaissance Technologies gestiona altres tres fons: Renaissance Institutional Equities Fund (RIEF), Renaissance Institutional Diversified Alpha (RIDA) i Renaissance Institutional Diversified Global Equity Fund, que, a l'abril de 2019, sumaven aproximadament 55.000 milions de dòlars en actius combinats i estaven oberts a inversors externs.

Renaissance empra especialistes amb formació no financera, com ara matemàtics, físics, experts en processament de senyals i estadístics. L'últim fons de la firma és el Renaissance Institutional Equities Fund (RIEF). Històricament, RIEF ha seguit el més conegut fons Medallion de l'empresa, un fons independent que només conté els diners personals dels executius de l'empresa.
| « | És sorprenent veure que un matemàtic tan exitós aconsegueix l'èxit en un altre camp", diu Edward Witten, professor de física a l'Institut d'Estudis Avançats de Princeton, Nova Jersey i considerat per molts dels seus companys com el físic teòric més aconseguit. | » |

El 2006, Simons va ser nomenat Enginyer Financer de l'Any per l' Associació Internacional d'Enginyers Financers. El 2020, es va estimar que va guanyar personalment 2.600 milions de dòlars, 2,8 mil milions de dòlars el 2007, 1,7 $ mil milions el 2006, 1,5 $ mil milions el 2005 (la compensació més gran entre els gestors de fons de cobertura aquell any), i 670 dòlars milions el 2004. El 10 d'octubre de 2009, Simons va anunciar que es retiraria l'1 de gener de 2010, però romandria a Renaissance com a president no executiu.

## Riquesa i vida personal
El 2014, segons informa, Simons va guanyar 1.200 milions de dòlars, incloent una part de les comissions de gestió i rendiment de la seva empresa, compensacions en efectiu i adjudicacions d'accions i opcions. Segons la revista Forbes, Simons tenia un patrimoni net de 18 mil milions de dòlars el 2017, cosa que el converteix en el número 24 a la llista de les 400 persones més riques de Forbes. El 2018, Forbes va classificar-se en el lloc 23, i l'octubre de 2019, es va estimar que el seu patrimoni net era de 21,6 mil milions. El març de 2019, Forbes va nomenar un dels gestors i comerciants de fons de cobertura amb més guanys.
Simons evita els protagonismes i rarament dona entrevistes, citant a Benjamin l'ase a La rebel·lió dels animals per a l'explicació: "Déu em va donar una cua per evitar les mosques. Però preferiria no tenir cua ni mosques. Aquesta és la meva manera de sentir la publicitat".
L'any 1996, el seu fill Paul, de 34 anys, anava en bicicleta, quan va ser mort per un cotxe a Long Island. El 2003, el seu fill Nicholas, de 24 anys, es va ofegar en un viatge a Bali, Indonèsia. El seu fill Nat Simons és inversor i filantrop i la seva filla Liz Simons és educadora i filantropa.
Simons és propietari d'un Iot, anomenat Arquímedes. Va ser fet pel constructor holandès de iots Royal Van Lent i lliurat a Simons el 2008.
Simons no porta mitjons.

## Visions polítiques i econòmiques
Simons és un dels principals col·laboradors dels comitès d'acció política del Partit Demòcrata. Segons OpenSecrets, Simons es va classificar com el cinquè donant als candidats federals al cicle electoral del 2016, per darrere del co-CEO de Renaissance Technologies, Robert Mercer, que va ocupar el primer lloc i, generalment, dona als republicans. Simons ha donat 7 milions de dòlars a l'acció Priorities USA d'Hillary Clinton, 2,6 $ milions als PAC de la majoria de la Cambra i el Senat, i 500.000 dòlars a la llista d'EMILY. També va donar 25.000 dòlars al super PAC de la senadora republicana Lindsey Graham. Des del 2006, Simons ha aportat uns 30,6 milions de dòlars a campanyes federals. Des de 1990, Renaissance Technologies ha aportat 59.081.152 dòlars a campanyes federals i des de 2001, i ha gastat 3.730.000 dòlars en lobby a partir del 2016.
L'agost de 2020, Simons va donar 1,5 milions de dòlars al Senat Majority PAC, un super-PAC demòcrata.

## Polèmiques
Segons The Wall Street Journal el maig de 2009, Simons va ser qüestionat pels inversors sobre la dramàtica bretxa de rendiment de les carteres de Renaissance Technologies. El Fons Medallion, que ha estat disponible exclusivament per als empleats actuals i passats i les seves famílies, va augmentar un 80% el 2008 malgrat les altes comissions; el Renaissance Institutional Equities Fund (RIEF), propietat de persones de fora, va perdre diners tant el 2008 com el 2009; El RIEF va disminuir un 16% el 2008.
El 22 de juliol de 2014, Simons va ser objecte de condemna bipartidista per part del Subcomitè Permanent d'Investigacions del Senat dels Estats Units per l'ús d'opcions complexes de cistella per protegir el comerç diari. «Renaissance Technologies va poder evitar pagar més de 6.000 milions de dòlars en impostos dissimulant les seves operacions diàries com a inversions a llarg termini», va dir el senador John McCain (R. Arizona), el rànquing republicà del comitè, en el seu declaració d'obertura.
Un article publicat a The New York Times l'any 2015 va dir que Simons va estar involucrat en una de les batalles fiscals més grans de l'any, amb Renaissance Technologies «en procés de revisió per l'IRS per una bretxa que va estalviar al seu fons uns 6.800 milions de dòlars en impostos sobre aproximadament una dècada». El setembre de 2021, es va anunciar que Simons i els seus col·legues pagarien milers de milions de dòlars en impostos, interessos i sancions endarrerides per resoldre la disputa, una de les més grans de la història de l'IRS.

## Filantropia
En total, Simons ha donat més de 2.700 milions de dòlars a causes filantròpiques. Simons i la seva dona, Marilyn Hawrys Simons, van cofundar la Simons Foundation l'any 1994, una organització benèfica que dona suport a projectes relacionats amb l'educació i la salut, a més de la investigació científica. La Simons Foundation va establir la Simons Foundation Autism Research Initiative (SFARI) l'any 2003 com una iniciativa científica dins del conjunt de programes de la Simons Foundation. La missió de SFARI és millorar la comprensió, el diagnòstic i el tractament dels trastorns de l'espectre autista.
El 2004, Simons va fundar Math for America amb una promesa inicial de 25 dòlars milions de la Fundació Simons, una promesa que més tard va duplicar el 2006. La fundació continua finançant les seves operacions, aportant gairebé 22 milions de dòlars el 2018.
Simons ha estat un gran benefactor de Berkeley. L'1 de juliol de 2012, la Fundació Simons va comprometre 60 milions de dòlars a Berkeley per establir el Simons Institute for the Theory of Computing, l'institut líder mundial per a la investigació col·laborativa en informàtica teòrica. El 2020, Simons va fer subvencions addicionals a Berkeley per un total de més de 46 milions de dòlars. Ell i la seva dona també han fet importants subvencions a les filials de Berkeley, sobretot al Simons Laufer Mathematical Sciences Institute i al Berkeley Lab.
La Fundació Simons va establir el Flatiron Institute el 2016, per allotjar 5 grups de científics computacionals (cadascun amb 60 o més investigadors de nivell de doctorat). L'institut consta de quatre nuclis o departaments: CCB (Centre de Biologia Computacional), CCA (Centre d'Astrofísica Computacional), CCQ (Centre de Mecànica Quàntica Computacional), CCM (Centre de Matemàtiques Computacionals) i CCN (Centre de Neurociència Computacional). El nou institut es troba a Manhattan i representa una inversió important en ciència computacional bàsica.
Simons i la seva dona es troben entre els col·laboradors més importants del MIT. Han finançat la reforma de l'edifici que allotja el departament de matemàtiques, que l'any 2016 va rebre el seu nom, i han dotat el Simons Center for the Social Brain. Simons és membre vitali emèrit de la Corporació MIT.
En memòria del seu fill Paul, que va tenir amb la seva primera dona, Barbara Simons, va establir Avalon Park, un parc 0,53 km², reserva natural a Stony Brook. El 1996, Paul, de 34 anys, va ser mort per un conductor d'un cotxe mentre anava en bicicleta a prop de la casa dels Simons.
Un altre fill, Nick Simons, es va ofegar als 24 anys mentre feia un viatge a Bali a Indonèsia el 2003. Nick havia treballat al Nepal. Els Simons s'han convertit en grans donants a l'assistència sanitària nepalesa a través de l'Institut Nick Simons.
El 2006, Simons va donar 25 milions de dòlars a la Universitat de Stony Brook a través de la Fundació Stony Brook, la donació més gran maig feta a una escola de la Universitat Estatal de Nova York en aquell moment. El 27 de febrer de 2008, el llavors governador Eliot Spitzer va anunciar 60 dòlars milions de donació de la Fundació Simons per fundar el Simons Center for Geometry and Physics a Stony Brook, el regal més gran a una universitat pública de la història de l'estat de Nova York. El 2011, Simons va tornar a batre aquest rècord amb una donació de 150 milions de dòlars a Stony Brook, que es destinava a la investigació en ciències mèdiques, la construcció d'un edifici de ciències de la vida, la creació d'un institut de neurociències i un centre d'imatge biològica, l'estudi del càncer. i malalties infeccioses, 35 noves càtedres dotades i 40 beques per a estudiants de postgrau. Per tal d'assegurar la donació, a Stony Brook se li va permetre augmentar la seva matrícula anual en oposició a la política tradicional de l'estat de Nova York.
El 2008, va ser inclòs al Saló de la Fama del Gestor de fons de cobertura d'Institutional Investors Alpha juntament amb Alfred Jones, Bruce Kovner, David Swensen, George Soros, Jack Nash, Julian Roberston, Kenneth Griffin, Leon Levy, Louis Bacon, Michael Steinhardt, Paul Tudor. Jones, Seth Klarman i Steven A. Cohen.
Va ser nomenat pel Financial Times l'any 2006 com "el multimilionari més intel·ligent del món". Va ser elegit membre de la American Philosophical Society el 2007. El 2011, va ser inclòs al rànquing 50 Most Influential de la revista Bloomberg Markets.
El 5 de novembre de 2019 es va publicar un llibre sobre Simons i els seus mètodes d'inversió, The Man Who Solved the Market: How Jim Simons Launched the Quant Revolution de Gregory Zuckerman El 2018, el Trinity College de Dublín li va concedir un doctorat honoris causa.

## Publicacions i obres
- Simons, J. Proc Natl Acad Sci U S A, 58, 2, 8-1967, pàg. 410–411. Bibcode: 1967PNAS...58..410S. DOI: 10.1073/pnas.58.2.410. PMC: 335649. PMID: 16578656 [Consulta: free].

- Chern, S.-S.; Simons, J. Proc Natl Acad Sci U S A, 68, 4, 4-1971, pàg. 791–794. Bibcode: 1971PNAS...68..791C. DOI: 10.1073/pnas.68.4.791. PMC: 389044. PMID: 16591916 [Consulta: free].

- Bourguignon, J.-P.; Lawson, H. B.; Simons, J. Proc Natl Acad Sci U S A, 76, 4, 4-1979, pàg. 1550–1553. Bibcode: 1979PNAS...76.1550B. DOI: 10.1073/pnas.76.4.1550. PMC: 383426. PMID: 16592637 [Consulta: free].

- Simons, James Annals of Mathematics, 88, 1, 7-1968, pàg. 62–105. DOI: 10.2307/1970556. JSTOR: 1970556.

- Chern, Shiing-Shen; Simons, James Annals of Mathematics, 99, 1, 1-1974, pàg. 48–69. DOI: 10.2307/1971013. JSTOR: 1971013.